# MTOR
O alvo da rapamicina em mamíferos (mammalian target of rapamycin - mTOR), também chamado de alvo mecanístico da rapamicina (mechanistic target of rapamycin) e, às vezes, de proteína 12 de ligação FK506 (FK506-binding protein 12-rapamycin-associated protein 1 - FRAP1), é uma quinase que, em humanos, é codificada pelo gene MTOR. O mTOR é um membro da família de proteínas quinases relacionadas à fosfatidilinositol 3-quinase.
O mTOR se liga a outras proteínas e atua como um componente central de dois complexos proteicos distintos, o complexo mTOR 1 e o complexo mTOR 2, que regulam diferentes processos celulares. Em particular, como um componente central de ambos os complexos, o mTOR funciona como uma proteína quinase serina/treonina que regula o crescimento celular, a proliferação celular, a motilidade celular, a sobrevivência celular, a síntese proteica, a autofagia e a transcrição. Como componente central do mTORC2, o mTOR também funciona como uma proteína quinase de tirosina que promove a ativação dos receptores de insulina e dos receptores do fator de crescimento semelhante à insulina tipo 1. O mTORC2 também foi implicado no controle e na manutenção do citoesqueleto de actina.

## Descoberta

### Rapa Nui (Ilha de Páscoa - Chile)
O estudo do TOR teve origem na década de 1960 com uma expedição à Ilha de Páscoa (conhecida pelos habitantes da ilha como Rapa Nui), com o objetivo de identificar produtos naturais de plantas e do solo com possível potencial terapêutico. Em 1972, Suren Sehgal identificou uma pequena molécula de uma bactéria do solo, Streptomyces hygroscopicus, que ele purificou e inicialmente relatou possuir uma potente atividade antifúngica. Ele a batizou apropriadamente de rapamicina, observando sua fonte e atividade originais. No entanto, os primeiros testes revelaram que a rapamicina também tinha uma potente atividade imunossupressora e citostática contra o câncer. A rapamicina não recebeu inicialmente um interesse significativo do setor farmacêutico até a década de 1980, quando a Wyeth-Ayerst apoiou os esforços de Sehgal para investigar mais a fundo o efeito da rapamicina no sistema imunológico. Isso acabou levando à sua aprovação pela FDA como imunossupressor após o transplante renal. Entretanto, antes de sua aprovação pela FDA, o funcionamento da rapamicina permanecia completamente desconhecido.

### Histórico subsequente
A descoberta do TOR e do mTOR foi resultado de estudos independentes do produto natural rapamicina por Joseph Heitman, Rao Movva e Michael N. Hall em 1991; por David M. Sabatini, Hediye Erdjument-Bromage, Mary Lui, Paul Tempst e Solomon H. Snyder em 1994; e por Candace J. Sabers, Mary M. Martin, Gregory J. Brunn, Josie M. Williams, Francis J. Dumont, Gregory Wiederrecht e Robert T. Abraham em 1995. Em 1991, trabalhando com levedura, Hall e seus colegas identificaram os genes TOR1 e TOR2. Em 1993, Robert Cafferkey, George Livi e seus colegas, e Jeannette Kunz, Michael N. Hall e seus colegas clonaram independentemente os genes que mediam a toxicidade da rapamicina em fungos, conhecidos como genes TOR/DRR. Entretanto, o alvo molecular do complexo FKBP12-rapamicina em mamíferos não era conhecido. Em 1994, pesquisadores que trabalhavam nos laboratórios de Stuart L. Schreiber, Solomon H. Snyder e Robert T. Abraham descobriram independentemente uma proteína que interage diretamente com a FKBP12-rapamicina, que ficou conhecida como mTOR devido à sua homologia com os genes TOR/DRR de levedura.
A rapamicina interrompe a atividade fúngica na fase G1 do ciclo celular. Em mamíferos, ela suprime o sistema imunológico bloqueando a transição da fase G1 para S nos linfócitos T. Assim, ela é usada como imunossupressor após o transplante de órgãos. O interesse na rapamicina foi renovado após a descoberta do produto natural imunossupressor estruturalmente relacionado FK506 em 1987. Em 1989-90, foi determinado que o FK506 e a rapamicina inibiam as vias de sinalização do receptor de células T (TCR) e do receptor de IL-2, respectivamente. Os dois produtos naturais foram usados para descobrir as proteínas de ligação do FK506 e da rapamicina, incluindo a FKBP12, e para fornecer evidências de que a FKBP12-FK506 e a FKBP12-rapamicina poderiam agir por meio de mecanismos de ganho de função que visam funções celulares distintas. Essas investigações incluíram estudos importantes de Francis Dumont e Nolan Sigal na Merck, que contribuíram para mostrar que o FK506 e a rapamicina se comportam como antagonistas recíprocos. Esses estudos implicaram o FKBP12 como um possível alvo da rapamicina, mas sugeriram que o complexo poderia interagir com outro elemento da cascata mecanicista.
Em 1991, a calcineurina foi identificada como alvo da FKBP12-FK506. O alvo da FKBP12-rapamicina permaneceu misterioso até que estudos genéticos e moleculares em leveduras estabeleceram a FKBP12 como alvo da rapamicina e implicaram TOR1 e TOR2 como alvos da FKBP12-rapamicina em 1991 e 1993, seguidos por estudos em 1994, quando vários grupos, trabalhando independentemente, descobriram a quinase mTOR como seu alvo direto em tecidos de mamíferos. A análise da sequência do mTOR revelou que ela é o ortólogo direto das proteínas codificadas pelos genes TOR1 e TOR2 (yeast target of rapamycin 1 e 2), que Joseph Heitman, Rao Movva e Michael N. Hall identificaram em agosto de 1991 e maio de 1993. Independentemente, George Livi e colegas relataram posteriormente os mesmos genes, que chamaram de resistência dominante à rapamicina 1 e 2 (DRR1 e DRR2), em estudos publicados em outubro de 1993.
A proteína, agora chamada de mTOR, foi originalmente denominada FRAP por Stuart L. Schreiber e RAFT1 por David M. Sabatini; FRAP1 foi usado como seu símbolo gênico oficial em humanos. Devido a esses nomes diferentes, mTOR, que foi usado pela primeira vez por Robert T. Abraham, foi cada vez mais adotado pela comunidade de cientistas que trabalham na via mTOR para se referir à proteína e em homenagem à descoberta original da proteína TOR em levedura que foi denominada TOR, o Alvo da Rapamicina (Target of Rapamycin), por Joe Heitman, Rao Movva e Mike Hall. A TOR foi originalmente descoberta no Biozentrum e na Sandoz Pharmaceuticals em 1991, na Basileia, Suíça, e o nome TOR é uma homenagem a essa descoberta, já que tor significa porta ou portão em alemão, e a cidade da Basileia já foi cercada por uma muralha pontuada por portões para a cidade, incluindo o icônico Spalentor. Inicialmente, "mTOR" significava "mammalian target of rapamycin" (alvo mamífero da rapamicina), mas o significado do "m" foi posteriormente alterado para "mechanistic" (mecanicista). Da mesma forma, com as descobertas subsequentes, o TOR do peixe-zebra foi denominado zTOR, o TOR da Arabidopsis thaliana foi denominado AtTOR e o TOR da Drosophila foi denominado dTOR. Em 2009, o nome do gene FRAP1 foi oficialmente alterado pelo Comite de Nomenclatura de Genes (HGNC) da Organização Genoma Humano (HUGO) para mTOR, que significa mechanistic target of rapamycin (alvo mecânico da rapamicina).
A descoberta do TOR e a subsequente identificação do mTOR abriram as portas para o estudo molecular e fisiológico do que hoje é chamado de via mTOR e teve um efeito catalisador no crescimento do campo da biologia química, em que pequenas moléculas são usadas como sondas da biologia.

## Função
O mTOR integra a entrada das vias ascendentes, incluindo insulina, fatores de crescimento (como IGF-1 e IGF-2) e aminoácidos. O mTOR também detecta os níveis celulares de nutrientes, oxigênio e energia. A via mTOR é uma reguladora central do metabolismo e da fisiologia dos mamíferos, com papéis importantes na função dos tecidos, incluindo fígado, músculo, tecido adiposo branco e marrom, e o cérebro, e é desregulada em doenças humanas, como diabetes, obesidade, depressão e certos tipos de câncer. A rapamicina inibe o mTOR associando-se ao seu receptor intracelular FKBP12. O complexo FKBP12-rapamicina liga-se diretamente ao domínio de ligação FKBP12-Rapamicina (FRB) do mTOR, inibindo sua atividade.

## Nas plantas
As plantas expressam o alvo mecanicista da rapamicina (mTOR) e têm um complexo de quinase TOR. Nas plantas, apenas o complexo TORC1 está presente, ao contrário do alvo de rapamicina dos mamíferos, que também contém o complexo TORC2. As espécies de plantas têm proteínas TOR nos domínios de ligação à proteína quinase e à FKBP-rapamicina (FRB) que compartilham uma sequência de aminoácidos semelhante à do mTOR em mamíferos.

### Papel do mTOR nas plantas
O complexo TOR kinase é conhecido por ter uma função no metabolismo das plantas. O complexo TORC1 é ativado quando as plantas estão vivendo as condições ambientais adequadas para sobreviver. Uma vez ativadas, as células vegetais passam por reações anabólicas específicas. Essas reações incluem o desenvolvimento da planta, a tradução do mRNA e o crescimento das células dentro da planta. No entanto, a ativação do complexo TORC1 impede a ocorrência de processos catabólicos, como a autofagia. Descobriu-se que a sinalização da quinase TOR nas plantas ajuda na senescência, na floração, no crescimento da raiz e da folha, na embriogênese e na ativação do meristema acima da coifa da raiz de uma planta. Descobriu-se também que o mTOR está altamente envolvida no desenvolvimento do tecido embrionário das plantas.

## Complexos

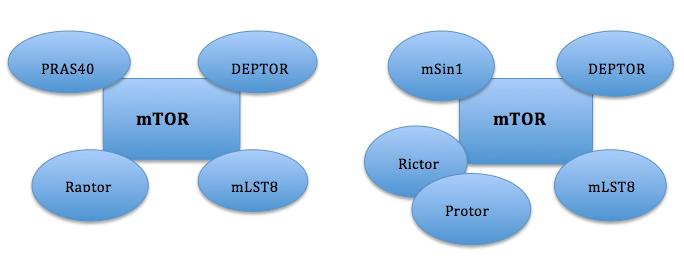
Componentes esquemáticos dos complexos mTOR, mTORC1 (esquerda) e mTORC2 (direita). A FKBP12, o alvo biológico ao qual a rapamicina se liga, é uma proteína componente não ligada ao mTORC1.

O mTOR é a subunidade catalítica de dois complexos estruturalmente distintos: mTORC1 e mTORC2. Os dois complexos se localizam em diferentes compartimentos subcelulares, afetando assim sua ativação e função. Após a ativação por Rheb, o mTORC1 se localiza no complexo Ragulator-Rag na superfície do lisossomo, onde se torna ativa na presença de aminoácidos suficientes.

### mTORC1
O Complexo mTOR 1 (mTORC1) é composto por mTOR, proteína associada à regulação de mTOR (Raptor), proteína 8 letal de mamífero com SEC13 (mLST8) e os componentes não essenciais PRAS40 e DEPTOR. Esse complexo funciona como um sensor de nutrientes/energia/redox e controla a síntese de proteínas. A atividade do mTORC1 é regulada pela rapamicina, insulina, fatores de crescimento, ácido fosfatídico, determinados aminoácidos e seus derivados (por exemplo, l-leucina e β- e ácido β-hidroxi β-metilbutírico), estímulos mecânicos e estresse oxidativo.

### mTORC2
O Complexo mTOR 2 (mTORC2) é composto por mTOR, proteína companheira de mTOR insensível à rapamicina (RICTOR), mLST8 e proteína de interação a proteína quinase ativada por estresse de mamíferos (mSIN1). Foi demonstrado que o mTORC2 funciona como um importante regulador do citoesqueleto de actina por meio de sua estimulação das fibras de estresse de F-actina, paxilina, RhoA, Rac1, Cdc42 e proteína quinase C α (PKCα). O mTORC2 também fosforila a proteína quinase serina/treonina Akt/PKB no resíduo de serina Ser473, afetando assim o metabolismo e a sobrevivência. A fosforilação do resíduo de serina Ser473 da Akt pelo mTORC2 estimula a fosforilação da Akt no resíduo de treonina Thr308 pelo PDK1 e leva à ativação total da Akt. Além disso, o mTORC2 apresenta atividade de proteína quinase de tirosina e fosforila o receptor do fator de crescimento semelhante à insulina tipo 1 (IGF-1R) e o receptor de insulina (InsR) nos resíduos de tirosina Tyr1131/1136 e Tyr1146/1151, respectivamente, levando à ativação total do IGF-IR e do InsR.

### Inibição pela rapamicina
A rapamicina (Sirolimus) inibe o mTORC1, resultando na supressão da senescência celular, o que parece proporcionar a maioria dos efeitos benéficos do medicamento (incluindo a extensão do tempo de vida em estudos com animais). A supressão da resistência à insulina pelas sirtuínas é responsável por pelo menos parte desse efeito. A sirtuína 3 prejudicada leva à disfunção mitocondrial.
A rapamicina tem um efeito mais complexo sobre o mTORC2, inibindo-o somente em determinados tipos de células sob exposição prolongada. A interrupção do mTORC2 produz sintomas semelhantes aos do diabetes, como diminuição da tolerância à glicose e insensibilidade à insulina.

## Experimentos com deleção gênica
A via de sinalização mTORC2 é menos definida do que a via de sinalização mTORC1. As funções dos componentes dos complexos mTORC foram estudadas com o uso de knockdowns e knockouts de genes e foram encontrados os seguintes fenótipos:
- NIP7: O knockdown reduziu a atividade de mTORC2, o que é indicado pela diminuição da fosforilação de substratos de mTORC2.[54]
- RICTOR: A superexpressão leva à metástase e o knockdown inibe a fosforilação de PKC induzida pelo fator de crescimento.[55] A deleção constitutiva de Rictor em camundongos leva à letalidade embrionária,[56] enquanto a deleção específica do tecido leva a uma variedade de fenótipos; um fenótipo comum da deleção de Rictor no fígado, no tecido adiposo branco e nas células beta pancreáticas é a intolerância sistêmica à glicose e a resistência à insulina em um ou mais tecidos.[53][57][58][59] A diminuição da expressão de Rictor em camundongos diminui a vida útil dos machos, mas não das fêmeas.[60]
- mTOR: a inibição de mTORC1 e mTORC2 por PP242 [2-(4-Amino-1-isopropil-1H-pirazolo[3,4-d]pirimidin-3-il)-1H-indol-5-ol] leva à autofagia ou apoptose; a inibição de mTORC2 isolada por PP242 evita a fosforilação do sítio Ser-473 em AKT e prende as células na fase G1 do ciclo celular.[61] A redução genética da expressão de mTOR em camundongos aumenta significativamente o tempo de vida.[62]
- PDK1: o knockout é letal; o alelo hipomórfico resulta em menor volume de órgãos e tamanho do organismo, mas ativação normal de AKT.[63]
- AKT: Os camundongos nocauteados apresentam apoptose espontânea (AKT1), diabetes grave (AKT2), cérebros pequenos (AKT3) e deficiência de crescimento (AKT1/AKT2).[64] Os camundongos heterozigotos para AKT1 têm maior tempo de vida.[65]
- TOR1, o ortólogo de S. cerevisiae do mTORC1, é um regulador do metabolismo do carbono e do nitrogênio; as cepas TOR1 KO regulam a resposta ao nitrogênio, bem como a disponibilidade de carbono, indicando que é um transdutor nutricional fundamental na levedura.[66][67]

## Significância clínica

### Envelhecimento

Via de sinalização mTOR

Descobriu-se que a diminuição da atividade de TOR aumenta o tempo de vida em S. cerevisiae, C. elegans e D. melanogaster. Confirmou-se que o inibidor de mTOR rapamicina aumenta o tempo de vida em camundongos.
Existe a hipótese de que alguns regimes dietéticos, como a restrição calórica e a restrição de metionina, causam o prolongamento da vida útil ao diminuir a atividade do mTOR. Alguns estudos sugeriram que a sinalização do mTOR pode aumentar durante o envelhecimento, pelo menos em tecidos específicos como o tecido adiposo, e a rapamicina pode agir em parte bloqueando esse aumento. Uma teoria alternativa é que a sinalização mTOR é um exemplo de pleiotropia antagônica e, embora a sinalização mTOR alta seja boa no início da vida, ela é mantida em um nível inadequadamente alto na velhice. A restrição calórica e a restrição de metionina podem agir, em parte, limitando os níveis de aminoácidos essenciais, incluindo leucina e metionina, que são ativadores potentes de mTOR. Foi demonstrado que a administração de leucina no cérebro de ratos diminui a ingestão de alimentos e o peso corporal por meio da ativação da via mTOR no hipotálamo.
De acordo com a teoria dos radicais livres do envelhecimento, as espécies reativas de oxigênio causam danos às proteínas mitocondriais e diminuem a produção de ATP. Posteriormente, por meio da AMPK sensível ao ATP, a via mTOR é inibida e a síntese de proteínas que consomem ATP é desregulada, pois o mTORC1 inicia uma cascata de fosforilação que ativa o ribossomo. Assim, a proporção de proteínas danificadas é aumentada. Além disso, a interrupção do mTORC1 inibe diretamente a respiração mitocondrial. Esses feedbacks positivos sobre o processo de envelhecimento são neutralizados por mecanismos de proteção: A diminuição da atividade do mTOR (entre outros fatores) regula positivamente a remoção de componentes celulares disfuncionais por meio da autofagia.
O mTOR é um dos principais iniciadores do fenótipo secretor associado à senescência (SASP). A interleucina 1 alfa (IL1A) é encontrada na superfície das células senescentes, onde contribui para a produção de fatores SASP devido a um ciclo de feedback positivo com o NF-κB. A tradução do mRNA da IL1A é altamente dependente da atividade do mTOR. A atividade do mTOR aumenta os níveis de IL1A, mediada pela MAPKAPK2. A inibição da mTOR da ZFP36L1 impede que essa proteína degrade as transcrições de vários componentes dos fatores SASP.

### Câncer
A ativação excessiva da sinalização mTOR contribui significativamente para o início e o desenvolvimento de tumores, e descobriu-se que a atividade da mTOR está desregulada em muitos tipos de câncer, incluindo carcinomas de mama, próstata, pulmão, bexiga, cérebro e rins e melanomas. Há vários motivos para a ativação constitutiva. Entre os mais comuns estão as mutações no gene supressor de tumor PTEN. A fosfatase PTEN afeta negativamente a sinalização de mTOR ao interferir no efeito de PI3K, um efetor a montante de mTOR. Além disso, a atividade da mTOR é desregulada em muitos cânceres como resultado do aumento da atividade da PI3K ou da Akt. Da mesma forma, a superexpressão dos efetores da mTOR a jusante 4E-BP1, S6K1, S6K2 e eIF4E leva a um prognóstico ruim do câncer. Além disso, as mutações nas proteínas TSC que inibem a atividade da mTOR podem levar a uma condição denominada complexo de esclerose tuberosa, que se apresenta como lesões benignas e aumenta o risco de carcinoma de células renais.
Foi demonstrado que o aumento da atividade do mTOR impulsiona a progressão do ciclo celular e aumenta a proliferação celular, principalmente devido ao seu efeito na síntese de proteínas. Além disso, o mTOR ativo apoia o crescimento do tumor também indiretamente, inibindo a autofagia. O mTOR ativado constitutivamente funciona no fornecimento de oxigênio e nutrientes às células do carcinoma, aumentando a tradução de HIF1A e apoiando a angiogênese. O mTOR também ajuda em outra adaptação metabólica das células cancerosas para apoiar sua maior taxa de crescimento - ativação do metabolismo glicolítico. Akt2, um substrato de mTOR, especificamente de mTORC2, aumenta a expressão da enzima glicolítica PKM2, contribuindo assim para o efeito Warburg.

### Distúrbios do sistema nervoso central / Função cerebral

#### Autismo
O mTOR está implicado na falha de um mecanismo de "poda" das sinapses excitatórias nos transtornos do espectro autista.

#### Doença de Alzheimer
A sinalização mTOR se cruza com a patologia da doença de Alzheimer (DA) em vários aspectos, sugerindo sua possível função como contribuinte para a progressão da doença. Em geral, as descobertas demonstram a hiperatividade da sinalização mTOR nos cérebros da DA. Por exemplo, estudos post-mortem de cérebros humanos com DA revelam desregulação em PTEN, Akt, S6K e mTOR. A sinalização mTOR parece estar intimamente relacionada à presença de beta amiloide solúvel (Aβ) e proteínas tau, que se agregam e formam duas marcas registradas da doença, placas Aβ e emaranhados neurofibrilares, respectivamente. Estudos in vitro demonstraram que o Aβ é um ativador da via PI3K/AKT, que, por sua vez, ativa o mTOR. Além disso, a aplicação de Aβ em células N2K aumenta a expressão de p70S6K, um alvo a jusante de mTOR conhecido por ter maior expressão em neurônios que eventualmente desenvolvem emaranhados neurofibrilares. Células de ovário de hamster chinês transfectadas com a mutação 7PA2 da DA familiar também apresentam maior atividade de mTOR em comparação com os controles, e a hiperatividade é bloqueada com o uso de um inibidor de gama-secretase. Esses estudos in vitro sugerem que o aumento das concentrações de Aβ aumenta a sinalização de mTOR; entretanto, acredita-se que concentrações citotóxicas significativamente grandes de Aβ diminuam a sinalização de mTOR.
Consistente com os dados observados in vitro, a atividade da mTOR e a p70S6K ativada demonstraram estar significativamente aumentadas no córtex e no hipocampo de modelos animais de DA em comparação com os controles. A remoção farmacológica ou genética de Aβ em modelos animais de DA elimina a interrupção da atividade normal de mTOR, apontando para o envolvimento direto de Aβ na sinalização de mTOR. Além disso, ao injetar oligômeros de Aβ nos hipocampos de camundongos normais, observa-se hiperatividade de mTOR. As deficiências cognitivas características da DA parecem ser mediadas pela fosforilação do PRAS-40, que se desprende e permite a hiperatividade do mTOR quando é fosforilado; a inibição da fosforilação do PRAS-40 evita a hiperatividade do mTOR induzida pelo Aβ. Considerando esses achados, a via de sinalização do mTOR parece ser um mecanismo de toxicidade induzida pelo Aβ na DA.
A hiperfosforilação das proteínas tau em emaranhados neurofibrilares é uma das marcas registradas da DA. Foi demonstrado que a ativação do p70S6K promove a formação de emaranhados, bem como a hiperatividade do mTOR por meio do aumento da fosforilação e da redução da desfosforilação. Também foi proposto que o mTOR contribui para a patologia da tau ao aumentar a tradução da tau e de outras proteínas.
A plasticidade sináptica é um dos principais contribuintes para o aprendizado e a memória, dois processos que são gravemente prejudicados em pacientes com DA. O controle da tradução, ou a manutenção da homeostase proteica, demonstrou ser essencial para a plasticidade neural e é regulado pelo mTOR. Tanto a superprodução quanto a subprodução de proteínas por meio da atividade do mTOR parecem contribuir para o aprendizado e a memória prejudicados. Além disso, considerando que os déficits resultantes da hiperatividade do mTOR podem ser aliviados pelo tratamento com rapamicina, é possível que o mTOR desempenhe um papel importante ao afetar o funcionamento cognitivo por meio da plasticidade sináptica. Outras evidências da atividade do mTOR na neurodegeneração vêm de descobertas recentes que demonstram que o eIF2α-P, um alvo a montante da via do mTOR, medeia a morte celular em doenças priônicas por meio da inibição sustentada da tradução.
Algumas evidências também apontam para o papel do mTOR na redução da depuração de Aβ. O mTOR é um regulador negativo da autofagia; portanto, a hiperatividade na sinalização do mTOR deve reduzir a depuração de Aβ no cérebro da DA. As interrupções na autofagia podem ser uma fonte potencial de patogênese em doenças de desdobramento de proteínas, incluindo a DA. Estudos usando modelos de camundongos da doença de Huntington demonstram que o tratamento com rapamicina facilita a depuração de agregados de huntingtina. Talvez o mesmo tratamento possa ser útil na depuração de depósitos de Aβ também.

### Doenças linfoproliferativas
As vias mTOR hiperativas foram identificadas em determinadas doenças linfoproliferativas, como a síndrome linfoproliferativa autoimune (ALPS), a doença de Castleman multicêntrica, e o doença linfoproliferativa pós-transplante (PTLD).

### Síntese de proteínas e crescimento celular
A ativação do mTORC1 é necessária para a síntese de proteínas musculares miofibrilares e hipertrofia do músculo esquelético em humanos em resposta ao exercício físico e à ingestão de determinados aminoácidos ou derivados de aminoácidos. A inativação persistente da sinalização do mTORC1 no músculo esquelético facilita a perda de massa muscular e força durante a perda de massa muscular na velhice, caquexia por câncer e atrofia muscular por inatividade física. A ativação de mTORC2 parece mediar o crescimento de neuritos em células Neuro2A de camundongo diferenciadas. A ativação intermitente de mTOR em neurônios pré-frontais por β-hidroxi β-metilbutirato inibe o declínio cognitivo relacionado à idade associado à poda dendrítica em animais, que é um fenômeno também observado em humanos.

### Danos lisossômicos inibem a mTOR e induzem a autofagia
O mTORC1 ativo está posicionado nos lisossomos. A mTOR é inibida quando a membrana lisossômica é danificada por vários agentes exógenos ou endógenos, como bactérias invasoras, substâncias químicas permeáveis à membrana que produzem produtos osmoticamente ativos (esse tipo de lesão pode ser modelado usando precursores dipeptídicos permeáveis à membrana que se polimerizam nos lisossomos), agregados de proteína amiloide (consulte a seção acima sobre a doença de Alzheimer) e inclusões orgânicas ou inorgânicas citoplasmáticas, incluindo cristais de ácido úrico e sílica cristalina. O processo de inativação do mTOR após a lise da membrana/endomembrana é mediado pelo complexo proteico denominado GALTOR. No centro do GALTOR está a galectina-8, um membro da superfamília de ligação a β-galactosídeos das lectinas citosólicas denominadas galectinas, que reconhece o dano à membrana lisossômica ligando-se aos glicanos expostos no lado luminal da endomembrana delimitadora. Após o dano à membrana, a galectina-8, que normalmente se associa ao mTOR em condições homeostáticas, não interage mais com o mTOR, mas agora se liga ao SLC38A9, RRAGA/RRAGB e LAMTOR1, inibindo a função de troca de nucleotídeos de guanina do Ragulator (complexo LAMTOR1-5).
O TOR é um regulador negativo da autofagia em geral, melhor estudado durante a resposta à fome, que é uma resposta metabólica. No entanto, durante o dano lisossômico, a inibição da mTOR ativa a resposta da autofagia em sua função de controle de qualidade, levando ao processo denominado lisofagia que remove os lisossomos danificados. Nesse estágio, outra galectina, a galectina-3, interage com o TRIM16 para orientar a autofagia seletiva de lisossomos danificados. O TRIM16 reúne ULK1 e os principais componentes (Beclin 1 e ATG16L1) de outros complexos (Beclin 1-VPS34-ATG14 e ATG16L1-ATG5-ATG12) iniciando a autofagia, muitos deles sob controle negativo do mTOR diretamente, como o complexo ULK1-ATG13, ou indiretamente, como os componentes da PI3K de classe III (Beclin 1, ATG14 e VPS34), uma vez que dependem da ativação de fosforilações por ULK1 quando não são inibidos por mTOR. Esses componentes que impulsionam a autofagia estão física e funcionalmente ligados uns aos outros, integrando todos os processos necessários para a formação de autofagossomos:
1. o complexo ULK1-ATG13-FIP200/RB1CC1 associa-se à maquinaria de conjugação LC3B/GABARAP por meio de interações diretas entre FIP200/RB1CC1 e ATG16L1,[145][146][147]
2. o complexo ULK1-ATG13-FIP200/RB1CC1 associa-se à Beclin 1-VPS34-ATG14 por meio de interações diretas entre o domínio HORMA de ATG13 e ATG14,[148]
3. ATG16L1 interage com WIPI2, que se liga a PI3P, o produto enzimático da PI3K classe III Beclin 1-VPS34-ATG14.[149] Assim, a inativação da mTOR, iniciada por GALTOR após o dano lisossômico, mais uma ativação simultânea via galectina-9 (que também reconhece a violação da membrana lisossômica) da AMPK[136] que fosforila e ativa diretamente os principais componentes (ULK1,[150] Beclin 1[151]) dos sistemas de autofagia listados acima e inativa ainda mais o mTORC1,[152][153] permite uma forte indução de autofagia e remoção autofágica de lisossomos danificados.

Além disso, vários tipos de eventos de ubiquitinação são paralelos e complementam os processos acionados por galectina: A ubiquitinação de TRIM16-ULK1-Beclin-1 estabiliza esses complexos para promover a ativação da autofagia, conforme descrito acima. O ATG16L1 tem uma afinidade de ligação intrínseca para a ubiquitina); Considerando que a ubiquitinação por uma ubiquitina ligase específica de glicoproteína dotada de FBXO27 de várias proteínas de membrana lisossômica glicosiladas expostas a danos, como LAMP1, LAMP2, GNS/N-acetilglucosamina-6-sulfatase, TSPAN6/tetraspanina-6, PSAP/prosaposina e TMEM192/proteína transmembrana 192 podem contribuir para a execução da lisofagia por meio de receptores autofágicos, como p62/SQSTM1, que é recrutado durante a lisofagia, ou outras funções a serem determinadas.

### Esclerodermia
A esclerodermia, também conhecida como esclerose sistêmica, é uma doença autoimune sistêmica crônica caracterizada pelo endurecimento (esclero) da pele (derma) que afeta órgãos internos em suas formas mais graves. O mTOR desempenha um papel nas doenças fibróticas e na autoimunidade, e o bloqueio da via mTORC está sendo investigado como um tratamento para a esclerodermia.

## Inibidores de mTOR como terapias

### Transplante
Os inibidores de mTOR, por exemplo, a rapamicina, já são usados para evitar a rejeição de transplantes.

### Doença de depósito de glicogênio
Alguns artigos relataram que a rapamicina pode inibir a mTORC1, de modo que a fosforilação da GS (glicogênio sintase) pode ser aumentada no músculo esquelético. Essa descoberta representa uma possível nova abordagem terapêutica para doenças de armazenamento de glicogênio que envolvem o acúmulo de glicogênio no músculo.

### Anticâncer
Existem dois inibidores primários de mTOR usados no tratamento de cânceres humanos, o temsirolimo e o everolimo. Os inibidores de mTOR têm sido usados no tratamento de diversas malignidades, incluindo carcinoma de células renais (temsirolimo) e câncer de pâncreas, câncer de mama e carcinoma de células renais (everolimo). O mecanismo completo desses agentes não está claro, mas acredita-se que eles funcionem prejudicando a angiogênese do tumor e causando prejuízo na transição G1/S.

### Antienvelhecimento
Os inibidores de mTOR podem ser úteis para tratar/prevenir várias condições associadas à idade, incluindo doenças neurodegenerativas, como a doença de Alzheimer e a doença de Parkinson. Após um tratamento de curto prazo com os inibidores de mTOR dactolisib e everolimo, em idosos (65 anos ou mais), os indivíduos tratados tiveram um número reduzido de infecções ao longo de um ano.
Foi relatado que vários compostos naturais, incluindo galato de epigalocatequina (EGCG), cafeína, curcumina, berberina, quercetina, resveratrol e pterostilbeno, inibem a mTOR quando aplicados a células isoladas em cultura. Até o momento, não há evidências de alta qualidade de que essas substâncias inibam a sinalização da mTOR ou prolonguem a vida útil quando tomadas como suplementos alimentares por seres humanos, apesar dos resultados encorajadores em animais como moscas-das-frutas e camundongos. Vários testes estão em andamento.[170].

## Interações
Foi demonstrado que o alvo mecânico da rapamicina interage com:
- ABL1[168]
- AKT1[48][169][170]
- IGF-IR[8]
- Receptor de insulina[8]
- CLIP1[171]
- EIF3F[172]
- EIF4EBP1[41][173][174][175][176][177][178][179]
- FKBP1A[180][46][181][182][183][184]
- GPHN[185]
- KIAA1303[180][41][45][46][81][173][174][175][186][187][188][189][190][191][192][193][194][195][196][197]
- PRKCD[198]
- RHEB[176][199][200][201]
- RICTOR[180][45][46][188][194][196][197]
- RPS6KB1[41][174][176][177][178][193][196][202][203][204][205][206][207][208][209]
- STAT1[210]
- STAT3[211][212]
- TPCN1, TPCN2[213]
- UBQLN1[214]